# Sebaea capitata
Sebaea capitata är en gentianaväxtart som beskrevs av Adelbert von Chamisso och Schlechtd.. Sebaea capitata ingår i släktet Sebaea och familjen gentianaväxter. Utöver nominatformen finns också underarten S. c. sclerosepala.